# باتشاري
كانت شركة Zigarettenfabrik A. Batschari شركة تصنيع السيجار والسجائر الألمانية تأسست عام 1834 في بادن بادن على يد أغسطس Batscharis. جنبا إلى جنب مع الشركات المصنعة للسجائر أخرى من تلك الفترة مثل جوزيف Garbáty وManoli، كان Batschari في الوقت راعيا للفنون، وتوظيف الفنانين المشهورين مثل هانس رودي إردت، إيفو بوهوني، لوسيان برنارد ولودويج هوهلواين لإنتاج مواد الدعاية.  

## التاريخ

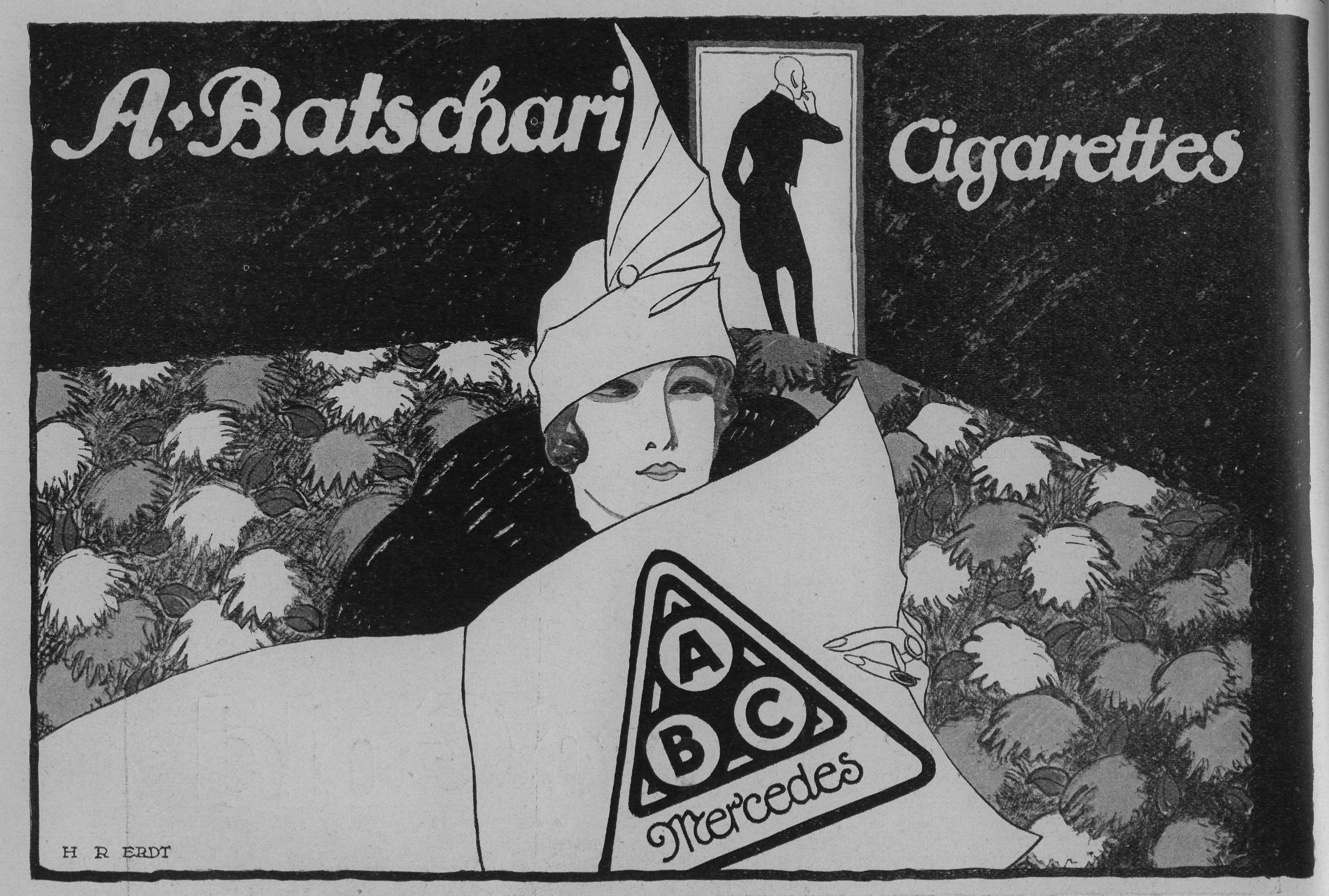
1914 إعلان جريدة لماركة سجائر مرسيدس

أنتج هاينريش رينبولدت، والد زوج أوغست باتشاريس، سيجارًا يدويًا عالي الجودة في منزل مستأجر، مع بعض النجاح المالي. بعد وقت قصير نقل الإنتاج إلى مصنع صغير. استحوذ Batscharis بعد ذلك على العمل، مما زاد الإنتاج اليومي من 110,000 سيجارة سنويًا في عام 1899 إلى أكثر من ثلاثة ملايين. بين عامي 1908 و1909 قام باتشاريس بتكليف بناء مصنع كبير يسمى باتشافريفريك في بادن بادن، بين شوارع بالزنبرغ وموزارت. كان معروفًا آنذاك عن علامة ABC للسجائر خارج ألمانيا، وكان لدى الشركة منافذ في معظم المدن الأوروبية الكبرى وكذلك في شارع ماديسون في نيويورك. أنتجت Batschari أيضًا ماركة السجائر المشعة «راديوم».
في عام 1912، فقدت عائلة Batscharis السيطرة على الشركة بسبب ما كان بمثابة عملية استحواذ معادية من قبل شركة BAT، التي اشترت حصة تصويت بنسبة 40 ٪ في محاولتها لتصبح الشركة المصنعة الرئيسية لمنتجات التبغ في ألمانيا.
بدأت Batschari تواجه صعوبات مالية في أعقاب الأزمة الاقتصادية العالمية في العشرينيات من القرن الماضي، والتي تفاقمت بسبب الزيادات الضريبية الكبيرة والديون، مما هدد وجود الشركة وأجبرت حكومة المدينة على دعمها بتمويل عام لتجنب فقدان ما يقرب من 2000 وظائف. استحوذت شركة ريمتسما على مقتنيات Batschari، التي أنتجت السجائر التي تحمل علامة «ميرسيدس» حتى عام 1965.

### مصيرBatscharifabrik
تعتبر منشأة Batschari الصناعية التي تبلغ مساحتها 18000 متر مربع علامة بارزة في بادن بادن، وقد أصبحت معروفة باسم Batschari Palais. في أوائل القرن العشرين، استخدمه البوندزوير لتخزين الملابس، حتى تم التخلي عنه في عام 2004، مما أثار جدلاً في الحفاظ على المدينة.  في عام 2006، استحوذت شركة التطوير الألمانية Arcona على المبنى وتم تجديده ليصبح فندقًا فاخرًا.